# 1840 в Україні

## Події
видано Кобзар (збірка)

## Особи

### Народились
- 14 лютого, Шведов Федір Никифорович (1840—1905) — вчений-фізик, теоретик та експериментатор. Декан фізико-математичного факультету (1877—1880, 1889—1895), ректор Новоросійського університету (1895—1903); доктор фізики (1870), професор.
- 13 березня, Костянтин Томащук (1840—1889) — перший ректор Чернівецького університету в 1875—1876 роках. Доктор права, професор. Депутат австрійського парламенту.
- 24 березня, Ян Нєвядомський (1840—1914) — польський пекар, фінансист, бургомістр Дрогобича в 1905—1907 роках.
- 28 березня, Уварова Прасковія Сергіївна (1840—1924) ― українська і російська вчена, історикиня, придворна статс-дама.
- 19 квітня, Стеблін-Камінський Євген Степанович (1840—1912) — дійсний статський радник.
- 22 травня, Кропивницький Марко Лукич (1840—1910) — український письменник, драматург, театральний актор.
- 28 травня, Партицький Омелян Йосипович (1840—1895) — український галицький вчений-мовознавець, етнограф, історик, педагог, громадський діяч.
- 4 жовтня, Кнорре Віктор Карлович (1840—1919) — російський вчений-астроном.
- 9 жовтня, Кулачковський Діонісій (1840 — після 1895) — руський правник, громадський діяч, посол до Райхсрату Австро-Угорщини (1879—1885), до Галицького сейму 4-го та 6-го скликання.
- 6 грудня, Соколовська Катерина Федорівна (1840—1883) — діячка народної освіти, художниця.
- 14 грудня, Старицький Михайло Петрович (1840—1904) — український письменник (поет, драматург, прозаїк), театральний і культурний діяч.
- 15 грудня, Надлер Василь Карлович (1840—1894) — історик і педагог Російської імперії, доктор наук.
- 25 грудня, Антоневич Микола (1840—1919) — історик, громадський діяч, галицький руський політик москвофільського напрямку. Депутат імператорського райхсрату Австро-Угорщини (1873—1879), а також посол 4-х каденцій Галицького сойму.
- Жученко Михайло (1840—1880) — адвокат, громадський діяч на Слобожанщині.
- Любинський Всеволод Юрійович (1840—1920) — міністр охорони здоров'я України (тоді Міністерство Народного Здоров'я і Опікування) — з травня по 26 грудня 1918 року.
- Негрій Антон (1840—1890) — кобзар.
- Новицький Іван Петрович (1840—1890) — український історик, журналіст та етнограф.
- Раєвська-Іванова Марія Дмитрівна (1840—1912) — українська мисткиня-художниця та педагог. Перша жінка в Російській імперії, якій Петербурзька академія мистецтв надала звання художника (1868).
- Фаренгольц Едмунд Федорович (1840—1912) — подільський дворянин, лікар, громадський діяч.
- Шкурган Микола (1840—1922), педагогічний діяч Буковини, автор шкільних підручників для народних шкіл, методичних праць.
- Яковлєв Володимир Олексійович (1840—1896) — історик і педагог Російської імперії, історик Одеси. Доктор російської словесності, професор. Директор Одеської міської публічної бібліотеки.
- Яроцький Яків Васильович (1840—1915), історик, археолог, член Товариства дослідників Волині, педагог.
- Яхно Іван (1840—1906) — український галицький педагог, природознавець; автор розвідок з фауни і флори Галичини.

### Померли
- 12 березня, Мелетій (Леонтович) (1784—1840) — український та білоруський релігійний діяч, педагог. Місіонер на Уралі та Бурятії.
- 31 липня, Нахман Крохмаль (1785—1840) — юдейський філософ, історик, один з основоположників юдаїстики та провідних мислителів «Гаскали» у Східній Європі.

## Засновані, створені
- Київське товариство лікарів
- Свято-Архангело-Михайлівський жіночий монастир (Одеса)
- Вознесенський собор (Олександрівськ)
- Церква Преображення Господнього (Старий Остропіль)
- Церква святих Бориса і Гліба (Переяслав)
- Петровський Полтавський кадетський корпус
- Микулинецький цвинтар
- Нове окописько
- Колиндянський палац-замок
- Костянтинівська батарея (Севастополь)
- Артемівський спиртовий завод
- Біленченківка
- Великофедорівка
- Висунь (селище)
- Вікентіївка
- Вільнянськ
- Володимирівка (смт)
- Збараж (село)
- Каширівка
- Комарівка (Бродівський район)
- Леонівка (Кагарлицький район)
- Нижні Торгаї
- Новополтавка (Новобузький район)
- Оленівка (Волноваський район)
- Первомайське (Балаклійський район)
- Ромашки (Мелітопольський район)
- Ставрове

## Видання, твори
- Твори Тараса Шевченка:
  - Н. Маркевичу (9 травня)
  - Не забудь Штернбергові (травень-червень)
- Куток Смоленського кладовища в Петербурзі
- Марія (Шевченко)
- Натурниця (Шевченко)
- Портрет невідомої в намисті (Шевченко)
- Хлопчик з собакою в лісі